# FKBP3
FKBP3‏ (FK506 binding protein 3) هوَ بروتين يُشَفر بواسطة جين FKBP3 في الإنسان.

## الوظيفة
البروتين المُرمَّز بواسطة هذا الجين ينتمي إلى عائلة بروتينات الإيمونوفيلين، التي تلعب دورًا في تنظيم المناعة والعمليات الخلوية الأساسية التي تشمل طيّ البروتينات ونقلها. هذا البروتين المُرمَّز هو برويل ايسوميريز، يرتبط بمثبطات المناعة FK506 وراباميسين. يتميز هذا البروتين بألفة أعلى تجاه الراباميسين مقارنةً بـ FK506، وبالتالي قد يكون جزيئًا هدفًا مهمًا لكبت المناعة بواسطة الراباميسين.

## التفاعل
ثبت أن FKBP3 يتفاعل مع YY1، ونازعة أسيتيلاز الهستون 1، وهستون دياسيتيلاز 2، والحمض النووي، وMdm2. نُشرت كلٌّ من البنية البلورية لـ FKBP25 مع FK506، وبنية الرنين المغناطيسي النووي لـ FKBP25 كامل الطول مع معرف قاعدة بيانات البروتينات 5D75 و2MPH على التوالي.